# Mycophila speyeri
Mycophila speyeri är en tvåvingeart som först beskrevs av Barnes 1926.  Mycophila speyeri ingår i släktet Mycophila och familjen gallmyggor.
Artens utbredningsområde är Virginia. Inga underarter finns listade i Catalogue of Life.